# Amblyornis subalaris
L'uccello giardiniere striato o ambliornite striata (Amblyornis subalaris Sharpe, 1884) è un uccello passeriforme della famiglia Ptilonorhynchidae.

## Etimologia
Il nome scientifico della specie, subalaris, deriva dal latino ed indica la caratteristica colorazione dell'area ventrale (fianchi compresi).

## Descrizione

### Dimensioni
Misura 24 cm di lunghezza, per 95-122 g di peso: a parità d'età, i maschi sono leggermente più grossi e pesanti rispetto alle femmine.

### Aspetto

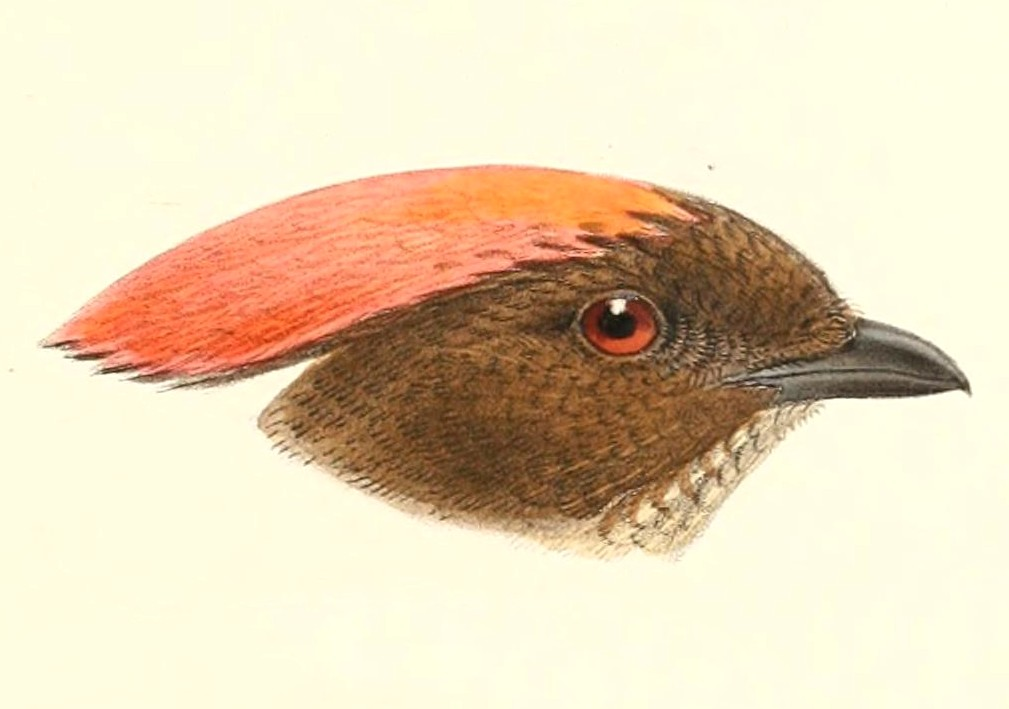
Primo piano di testa di maschio.

Si tratta di uccelli dall'aspetto paffuto e massiccio, muniti di testa arrotondata con becco corto, conico e sottile e dalla base larga, lunghe ali digitate, coda di media lunghezza e dall'estremità arrotondata.
Il piumaggio si presenta di colore bruno, più scuro su testa, dorso, ali, codione e coda, con tendenza a schiarirsi su gola e petto e ancora di più su fianchi e area ventrale, dove assume sfumature giallo-olivastre: le penne dell'area ventrale presentano punta più scura, a dare un effetto screziato che frutta alla specie il suo nome comune.
Il dimorfismo sessuale è ben evidente, coi maschi che presentano penne di vertice e nuca più lunghe (a formare una cresta erettile, che però l'animale tiene solitamente seminascosta all'infuori del periodo degli amori) e di colore arancio-rossiccio.
Il becco e le zampe sono di colore nerastro, mentre gli occhi sono di colore bruno-rossiccio.

## Biologia
Si tratta di uccelli diurni, che passano la maggior parte della giornata alla ricerca di cibo nella canopia o comunque nella porzione superiore della foresta: le femmine e i giovani tendono a formare piccoli stormi, mentre i maschi sono più solitari e durante il periodo degli amori divengono inoltre territoriali.
I richiami di questi uccelli sono ancora in larga parte sconosciuti in quanto poco studiati, ma sembrano molto simili (comprese le doti imitative) a quelli dell'affine uccello giardiniere di MacGregor.

### Alimentazione
L'uccello giardiniere striato è un uccello onnivoro, la cui dieta si compone soprattutto di bacche e frutta, comprendendo anche fiori, granaglie e piccoli animali.

### Riproduzione
Si tratta di uccelli poligini: mancano dati riguardo alla stagione riproduttiva, tuttavia essa sembrerebbe estendersi fra settembre e marzo.
Il maschio, durante la stagione riproduttiva, costruisce attorno alla base di un alberello un'imponente struttura a capanna di rametti giustapposti, foderandone il pavimento all'interno con materiale lanuginoso e tenendo lo spiazzo antistante l'entrata pulito, decorandolo con oggetti dal colore sgargiante: in seguito, l'animale si piazza in cima all'alberello, vocalizzando rumorosamente per attrarre le femmine, che visitano più pergolati prima di scegliere con quale maschio accoppiarsi, venendo accolte dai legittimi proprietari con la cresta bene eretta.
Il nido e le uova ricordano quelli delle altre specie di ambliornite: molto verosimilmente, modalità e tempistiche di cova e allevamento della prole non differiscono in maniera significativa da quanto osservabile nelle specie congeneri.

## Distribuzione e habitat
L'uccello giardiniere di MacGregor è endemico della Papua Nuova Guinea, della quale popola la porzione sud-orientale dei monti Owen Stanley.
L'habitat di questi uccelli è rappresentato dalla foresta pluviale montana primaria ben matura, a prevalenza di Lithocarpus e Castanopsis.